# Гамкрелидзе, Амиран Григорьевич
Амиран Григо́рьевич Гамкрели́дзе (груз. ამირან გრიგოლის ძე გამყრელიძე; род. 24 января 1951) — грузинский врач, Генеральный директор Национального центра по контролю заболеваний и общественного здоровья Грузии с 2013 года. министр труда, здравоохрения и социальной защиты Грузии c 29 декабря 2001 года по 27 ноября 2003 года.
Родился 24 января 1951 в Тбилиси. В 1974 окончил с отличием Тбилисский государственный медицинский институт. В 1974-2001 работает в Тбилисском государственном медицинском институте на кафедре аллергологии.
В 1979 защитил кандидатскую диссертацию. В 1990 защитил докторскую диссертацию по аллергологии и клинической иммунологии в Институте иммунологии в Москве.
С 1994 — председатель совещательного совета Министерства здравоохранения Грузии, член коллегии Минздрава.
В 1994—1997 — директор правления Национального Центра Здравоохранения. В 1995-1997 — заместитель министра здравоохранения, в 1997-1999 — первый заместитель министра, в 1999-2001 — первый заместитель министра труда, здравоохранения и социальной защиты.
c 29 декабря 2001 по 27 ноября 2003 года — министр труда, здравоохранения и социальной защиты Грузии.

## Награды
- Президентский орден «Сияние» (2023 год)[2]